# Christophe Roux
Christophe Roux (ur. 27 lipca 1983 w Verbier) – szwajcarski narciarz alpejski reprezentujący od 2006 roku Mołdawię, dwukrotny mistrz Iranu i mistrz Argentyny, olimpijczyk.
Roux raz startował na igrzyskach olimpijskich. Jego najlepszym wynikiem w zawodach tej rangi jest 28. lokata w slalomie podczas Zimowych Igrzysk Olimpijskich 2010 w kanadyjskim Vancouver.
Dwa razy brał udział w mistrzostwach świata. Jego najlepszym wynikiem w zawodach tej rangi jest 36. miejsce w gigancie osiągnięte podczas Mistrzostw Świata 2009 we francuskim Val d’Isère.
W Pucharze Świata zadebiutował 10 grudnia 2006 roku w superkombinacji, jednak nie ukończył tych zawodów.

## Osiągnięcia

### Zimowe igrzyska olimpijskie
| Igrzyska      | Konkurencja | Czas    | Lokata | Zwycięzca        |
| ------------- | ----------- | ------- | ------ | ---------------- |
| Whistler 2010 | Gigant      | 2:47.12 | 45.    | Carlo Janka      |
| Whistler 2010 | Slalom      | 1:45.75 | 28.    | Giuliano Razzoli |

### Mistrzostwa świata
| Mistrzostwa      | Konkurencja     | Czas    | Lokata | Zwycięzca          |
| ---------------- | --------------- | ------- | ------ | ------------------ |
| Åre 2007         | Supergigant     | 1:19.18 | 61.    | Patrick Staudacher |
| Åre 2007         | Superkombinacja | -       | DNF    | Daniel Albrecht    |
| Åre 2007         | Gigant          | -       | DNF    | Aksel Lund Svindal |
| Åre 2007         | Slalom          | -       | DNF    | Mario Matt         |
| Val d’Isère 2009 | Gigant          | 1:14.83 | 36.    | Carlo Janka        |
| Val d’Isère 2009 | Slalom          | -       | DNF1   | Manfred Pranger    |